# Freiwild – Zum Abschuss freigegeben
Freiwild – Zum Abschuss freigegeben ist ein britischer Thriller aus dem Jahr 2011.

## Handlung
Fünf junge Menschen, drei Männer und zwei Frauen, gehen auf einer schottischen Insel auf Hirschjagd. Nach einem erfolgreichen Jagdtag erwachen sie einzeln in Unterwäsche ausgesetzt in der Wildnis. Nicht nur die Kälte macht ihnen zu schaffen, es schießen auch Unbekannte auf sie und filmen ihre Flucht mit Handkameras. Vier der fünf Gejagten können sich mit Mühe in die Jagdhütte retten. Der fünfte, der Anführer der Gruppe, Luke, wird von den Terroristen, die sich als eine Gruppe radikaler Tierschützer zu erkennen geben, gefangen gehalten und unter anderem mit einer Scheinhinrichtung gefoltert. Die Terroristen lassen Luke eine Erklärung gegen das Jagdwesen verlesen und setzen sich dann mit einem Hubschrauber ab.

## Stil
Der Film ist in zwei Zeitebenen gefilmt. In einer geben vier der fünf Opfer Interviews und schildern das Geschehen auf der Insel, in der zweiten wird das Geschehen auf der Insel, untermalt von den Kommentaren der Überlebenden, gezeigt. Die Darsteller in den Interviewszenen sind andere als die in den Spielszenen, um den Eindruck eines Dokudramas zu erwecken.

## Kritiken
Cinema urteilte: „Überlebensthriller im Pseudo-Dokustil. Nicht unspannend, aber wenig originell.“
Das Filmportal Horrormagazin.de sah den Film kritisch: „Diesen Thriller aus dem malerischen schottischen Hochland haben vermutlich Vegetarier verursacht. Das Steak vermiest er uns trotzdem nicht. Dafür ist er zu schwach geraten.“ Regisseur Boase schwäche seinen Film durch „einige Fehler“. So sei „die Treibjagd auf die Opfer zu kurz geraten“, durch die Interviewszenen wisse man früh, dass die Opfer überleben, das nehme die Spannung. „Zu schnell kriegen die Ausgesetzten die Lage wieder in den Griff. Stattdessen nervt eine unnötige Beziehungskiste.“ Das Finale schaffe dann „doch noch eine enorme Spannung. Hier ist das Timing gut, die Angst spielt mit.“ Jedoch ende der Film „viel zu belanglos“. Der „Film wirkt dann nur noch wie eine Schreckschusspistole und nicht wie das Jagdgewehr, das es hätte sein müssen“.
Die Redaktion des Lexikon des internationalen Films resümierte: „Das eher langatmige Mockumentary wurde kostengünstig und recht unansehnlich mit der Wackelkamera, zudem ohne jede Botschaft aufgezogen.“